# I Eat Your Skin
Pour les articles homonymes, voir Zombies (homonymie).
Pour plus de détails, voir Fiche technique et Distribution.
I Eat Your Skin (autre titre : Zombies) est un film américain réalisé par Del Tenney, sorti en 1964.

## Synopsis
Un scientifique travaillant pour la recherche contre le cancer sur une île isolée des Caraïbes découvre que, en traitant les indigènes avec du venin de serpent, il peut les transformer en zombies.
Peu intéressé par cette information, le malheureux est malgré tout forcé par son employeur à créer une armée de ces créatures dans le but de conquérir le monde...

## Fiche technique
- Titre : I Eat Your Skin ou Zombies
- Réalisation : Del Tenney
- Scénario : Del Tenney
- Production : Del Tenney
- Photographie : François Farkas
- Montage : Morty Schwartz
- Pays d'origine :  États-Unis
- Format : Noir & Blanc - 1,85:1 - Mono
- Genre : Horreur
- Durée : 84 minutes
- Dates de sortie : 1964

## Distribution
- William Joyce : Tom Harris
- Heather Hewitt : Jeannie Biladeau
- Betty Hyatt Linton : Coral Fairchild
- Dan Stapleton : Duncan Fairchild
- Walter Coy : Charles Bentley